# Asplenium aitonii
Asplenium aitonii là một loài dương xỉ trong họ Aspleniaceae. Loài này được T. Moore mô tả khoa học đầu tiên năm 1857.
Danh pháp khoa học của loài này chưa được làm sáng tỏ. 